# Miloševo (Bośnia i Hercegowina)
Miloševo (cyr. Милошево) – wieś w Bośni i Hercegowinie, w Republice Serbskiej, w gminie Čelinac. W 2013 roku liczyła 322 mieszkańców.